# When We Were Twenty-One (film 1915 Vitagraph)
When We Were Twenty-One è un cortometraggio muto del 1915.

## Produzione
Il film fu prodotto dalla Vitagraph Company of America.

## Distribuzione
Distribuito dalla General Film Company, il film - un cortometraggio di 100 metri - uscì nelle sale cinematografiche statunitensi il 26 giugno 1915.